# Philips Numan
Philippe Numan (néerlandais brabançon: Philips Numan, latin: Philippus Numannus,), né vers 1550 à Bruxelles et mort le 20 février 1617 ou le 19 février 1627 dans la même ville, est un historien, un poète et un greffier et secrétaire de Bruxelles. Il écrivit en néerlandais, en latin et en français.

## Biographie
En 1583, il publie son Den Spieghel sous le pseudonyme Hippophilus Neander.  
Den leydtsman der sondaeren, publié par Christophe Plantin à Anvers, est une traduction d’après celle, en français, d’un ouvrage de Luís de Granada, originellement en espagnol,
La description des spectacles et des jeux à l’occasion de l’avènement de l’archiduc Ernest d'Autriche, ainsi que l’éloge panégyrique que Numan fit pour les archiducs Albert et Isabelle, sont des œuvres de circonstance.  
Il écrivit plusieurs ouvrages, en français et néerlandais, sur l’histoire des miracles de Notre Dame, advenus à Montaigu.

## Réception de l’œuvre poétique en néerlandais
Foppens fit l’éloge de ses talents : il serait un poète gracieux et élégant.  Cette opinion fut partagée par Kantelaar et Siegenbeek qui regrettent pourtant que la multitude de mots bâtards défigure son langage.  De ces nombreux emprunts, Numans se défendit pourtant dans la préface de son Strijt des gemoeds en se moquant de la grande fierté que possèdent certaines personnes en ce qui concerne l'originalité et l'ancienneté de leur langue, méprisant tout ce qui est emprunté à d'autres.  Kalff, par contre, trouve que ses œuvres originales en néerlandais, Den Spieghel et Den strijt, sont édifiantes mais dépourvues de poésie
Un exemple des qualités moralisantes et édifiantes de cette poésie : 
| Extrait du Strijt des gemoeds, 1590 | |
| Version originale : | Traduction libre en français : |
| Wat baet eten en drincken versaken, Daer men t bloed der armen suypt, alst dickwils gebeurt? Wat baet dat men in de kercke schreyt, sucht en treurt, Als men buyten niet en thoont dan vilonnye? | À quoi bon de renoncer aux repas et aux boissons, Lorsqu’on suce le sang des pauvres, comme cela arrive souvent ? À quoi sert-il de pleurer, de soupirer et de se lamenter à l’intérieur de l'église, Si, à l’extérieur, on ne fait preuve de rien que de bassesse ? |

## Œuvre
- Poëmata varia (poèmes dispersés et transmis par des feuilles séparées) ;
- (nl) Den Spieghel Der Menschen, innehoudende den generalen staet ende roep van t' menschelijck gheslachte. Nu onlangcx gemaect door Hispophilus Neander van Bruessele, Anvers, 1583 ;
- (nl) Den leydtsman der sondaeren: waer in gheleert wordt alle t'gene dat een Kersten mensch schuldich is te doen van t'beghintsel sijnder bekeeringhe tot het eynde van sijnder volmaecktheydt, publié chez Christoffel Plantijn, Anvers, 1588 ;
- (nl) Den strijt des gemoets in den wech der deuchden: Door Philips Numan van Bruessele, Bruxelles, 1590 ;
- (la) Descriptio Spectaculorum et Ludorum in adventu Sereniss. Principis Ernesti Austriaci Bruxellis editorum, Typis Plant., 1595 ;
- (la) Panegyricum in adventum sereniss. Principum Alberti et Isabella in Civitatem Bruxellensem, ibid., 1602 ;
- (fr) Miracles de Nôtre-Dame advenuz au Mont-aigu (suivis de deux dialogues sur les miracles), Bruxelles, 1603 ;
- (nl) Historie van de Mirakelen van Onze-Lieve-Vrouwe van Scherpenheuvel, Bruxelles, 1604 (version néerlandaise de l’ouvrage précédent) ;
- (nl) Toevoechsele van de Mirakelen, geschiedt op Scherpenheuvel door het aenroepen van O.L. Vrouwe, Bruxelles, 1606 ;
- (fr) Miracles de Nostre-Dame advenuz au Mont-aigu, partie aprez la derniere edition, partie venuz n'agueres a cognoiſſance. Recueilliz par Philippe Numan Secretaire de la Ville de Bruxelles, par ordre et commandement de Monſeigneur l'Archeueſque de Malines, Bruxelles, 1613. → Lire en ligne ;
- (nl) Andere Mirakelen van Onser Lieve Vrouwe op den Scherpenheuvel, gheschiet voor een deel zedert den lesten druck van den jare 1613, Vergadert door Philips Numan, Secretaris der stadt van Bruessele, Bruxelles, 1617